# Río Mary
El río Mary es un sistema de ríos grandes en el sudeste de Queensland, Australia . El río nace en Booroobin en la Sunshine Coast hinterland, al oeste de Landsborough. Desde su nacimiento, el río Mary fluye hacia el norte a través de las localidades de Kenilworth, Gympie, Maryborough y Tiaro, antes de desembocar en el Gran Estrecho de arena, un paso de agua entre el continente y la isla de Fraser, cerca del pueblo de River Heads, 17 km ( 11 millas ) al sur de Hervey Bay.
La cuenca del río cubre un área de 9.595 km² ( 3.705 millas cuadradas) y está limitada por el Conondale, Jimma y Burnett Ranges. Las principales afluentes del río Mary incluyen Tinana Creek, Munna Creek, Obi Obi Creek, Yabba Creek, Wide Bahía Creek y el río Susan.
La tortuga del río Mary ( Elusor macrurus ) que está en peligro de extinción vive en el río. Otras especies nativas del río incluyen el pez pulmonado de queensland ( Neoceratodus forsteri ) y el también en peligro de extinción Bacalao del río Mary( Maccullochella mariensis ) . Entre las muchas especies vulnerables y en peligro de extinción importantes que viven en el río también se incluyen a la rana gigante barrada, a la rana de la cascada y de Coxen figura del loro y las vulnerables ranas Tusked, el pez miel de ojos azules, la mariposa Richmond Birdwin y la mariposa hormiga - azul del Illidge . Los cocodrilos de agua salada se ven ocasionalmente en el curso superior del río, con un notable cocodrilo de 3,5 m del cual se conoce que vive en el río desde abril de 2012. A pesar de que el rango de oficial de cocodrilos de agua salada se detiene cerca de Gladstone, en general se considera que el río Mary es el límite más meridional de gamas de cocodrilos.
El río fue nombrado tradicionalmente Moocooboola por los aborígenes locales (el pueblo Kabi Kabi). también fue nombrado Gran River Bay el 10 de mayo de 1842 por los primeros exploradores europeos, Andrew Petrie y Henry Stuart Russell. El nombre oficial se cambió el 8 de septiembre de 1847 (antes de Queensland convertirse en una colonia separada) de Charles Augustus FitzRoy, entonces gobernador de Nueva Gales del Sur, a Río Mary -. En honor su esposa lady Mary Lennox (15 de agosto de 1790 hasta el 7 de diciembre de 1847)
También es un río australiano histórico que contiene oro como que descubierto por primera vez en Gympie por James Nash.